# Brightflixx
Brightflixx Entertainment Visual Recorded Media Distribution L.L.C ist ein Medienunternehmen mit Sitz in Dubai (Vereinigte Arabische Emirate), das sich mit dem kostenpflichtigen Streaming von Filmen und Serien beschäftigt. Anders als andere Streamingdienste hat sich Brightflixx auf klassische Filme, alte Fernsehserien oder preisgekrönte Dokumentarfilme spezialisiert. Dabei bedient der Dienst die Sprachen Englisch, Französisch, Deutsch, Spanisch, Italienisch, Portugiesisch, Chinesisch, Hindi und Arabisch.
Brightflixx wurde 2021 von Kassem Lahham, Christian Aberle und Peter Aberle gegründet und startete seinen Dienst am 22. Juli 2022, zunächst mit klassischen Filmen und Serien in den Sprachen Englisch, Deutsch, Französisch, Spanisch und Chinesisch. Ziel von Brightflixx ist es, die Website zur ersten Anlaufstelle für Fans klassischer Filme zu machen. Derzeit hält der Streamingdienst eine Sammlung von über 10.000 Stunden Filmmaterial vor.